# Orthogonia grisea
Orthogonia grisea är en fjärilsart som beskrevs av John Henry Leech 1900. Orthogonia grisea ingår i släktet Orthogonia och familjen nattflyn. Inga underarter finns listade i Catalogue of Life.

## Bildgalleri

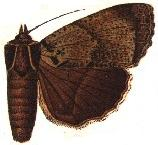